# Grand Prix Španělska 2009
Grand Prix Španělska 2009 (XLX Gran Premio de España Telefónica), 5. závod 60. ročníku mistrovství světa jezdců Formule 1 a 51. ročníku poháru konstruktérů, historicky již 808. grand prix, se již tradičně odehrála na okruhu v Barceloně.

## Výsledky
- 10. květen 2009
- Okruh Circuit de Catalunya
- 66 kol x 4.655 km - 126 m = 307.104 km
- 808. Grand Prix
- 5. vítězství  « Jensona Buttona
- 4. vítězství pro  « Brawn GP
- 204. vítězství pro  « Velkou Británii (nový rekord)
- 12. vítězství pro vůz se startovním číslem « 22
- 320. vítězství z  « Pole positions
- 2. double (dvouvítězství) pro « Brawn GP

| Legenda k tabulce | Legenda k tabulce                                                                       |
| Barva             | Výsledek                                                                                |
| ----------------- | --------------------------------------------------------------------------------------- |
| Zlatá             | Vítěz                                                                                   |
| Stříbrná          | 2. místo                                                                                |
| Bronzová          | 3. místo                                                                                |
| Zelená            | Bodované umístění                                                                       |
| Modrá             | Nebodované umístění                                                                     |
| Modrá             | Dokončil neklasifikován (NC)                                                            |
| Fialová           | Odstoupil (Ret)                                                                         |
| Červená           | Nekvalifikoval se (DNQ)                                                                 |
| Červená           | Nepředkvalifikoval se (DNPQ)                                                            |
| Černá             | Diskvalifikován (DSQ)                                                                   |
| Bílá              | Nestartoval (DNS)                                                                       |
| Bílá              | Závod zrušen (C)                                                                        |
| Světle modrá      | Pouze trénoval (PO)                                                                     |
| Světle modrá      | Páteční testovací jezdec (TD)                                                           |
| Bez barvy         | Netrénoval (DNP)                                                                        |
| Bez barvy         | Vyřazen (EX)                                                                            |
| Bez barvy         | Nepřijel (DNA)                                                                          |
| Bez barvy         | Odvolal účast (WD)                                                                      |
| Bez barvy         | Nezúčastnil se (prázdné)                                                                |
| Označení          | Význam                                                                                  |
| Tučnost           | Pole position                                                                           |
| Kurzíva           | Nejrychlejší kolo                                                                       |
| †                 | Jezdec nedojel do cíle, ale byl klasifikován, protože odjel více než 90 % délky závodu. |
| ‡                 | Byl udělován poloviční počet bodů, protože bylo odjeto méně než 75 % délky závodu.      |
| Horní index       | Umístění bodujících jezdců ve sprintu                                                   |

| Pozice | č. | Jezdec               | Vůz               | Kolo | Čas         | +/- | Pole | Body | Nej. kolo      | Váha/kg | 1. Pitstop   | 2. Pitstop   | 3. Pitstop   | 4. Pitstop   |
| ------ | -- | -------------------- | ----------------- | ---- | ----------- | --- | ---- | ---- | -------------- | ------- | ------------ | ------------ | ------------ | ------------ |
| 1      | 22 | Jenson Button        | Brawn BGP 001     | 66   | 1:37:19.202 | 0   | 1    | 10   | 1:22.899       | 646     | 18. / 25.489 | 48. / 25.278 |              |              |
| 2      | 23 | Rubens Barrichello   | Brawn BGP 001     | 66   | á 0:13.056  | 1   | 3    | 8    | 1:22.762       | 649,5   | 19. / 23.332 | 31. / 23.063 | 50. / 22.489 |              |
| 3      | 14 | Mark Webber          | Red Bull RB5      | 66   | á 0:13.924  | 2   | 5    | 6    | 1:23.112 (5.)  | 651,5   | 19. / 27.101 | 50. / 22.885 |              |              |
| 4      | 15 | Sebastian Vettel     | Red Bull RB5      | 66   | á 0:18.941  | 2   | 2    | 5    | 1:23.090 (4.)  | 651,5   | 20. / 24.897 | 43. / 25.099 |              |              |
| 5      | 7  | Fernando Alonso      | Renault R29       | 66   | á 0:43.166  | 3   | 8    | 4    | 1:23.420 (6.)  | 645     | 18. / 25.316 | 44. / 25.713 |              |              |
| 6      | 3  | Felipe Massa         | Ferrari F60B      | 66   | á 0:50.827  | 2   | 4    | 3    | 1:23.089       | 655     | 20. / 25.072 | 43. / 24.392 |              |              |
| 7      | 6  | Nick Heidfeld        | BMW Sauber F1.09  | 66   | á 0:52.312  | 6   | 13   | 2    | 1:23.878 (10.) | 676,3   | 31. / 22.625 | 50. / 22.232 |              |              |
| 8      | 16 | Nico Rosberg         | Williams FW31     | 66   | á 1:05.211  | 1   | 9    | 1    | 1:23.621 (7.)  | 668     | 25. / 23.787 | 49. / 23.663 |              |              |
| 9      | 1  | Lewis Hamilton       | McLaren MP4-24    | 65   | á 1 kolo    | 5   | 14   | x    | 1:23.839 (9.)  | 683     | 31. / 24.020 | 48. / 22.265 |              |              |
| 10     | 10 | Timo Glock           | Toyota TF109      | 65   | á 1 kolo    | 4   | 6    | x    | 1:24.134 (12.) | 646,5   | 17. / 25.458 | 47. / 22.691 |              |              |
| 11     | 5  | Robert Kubica        | BMW Sauber F1.09  | 65   | á 1 kolo    | 1   | 10   | x    | 1:24.078 (11.) | 660     | 23. / 23.694 | 46. / 23.027 |              |              |
| 12     | 8  | Nelson Piquet jr.    | Renault R29       | 65   | á 1 kolo    | 0   | 12   | x    | 1:24.286 (14.) | 677,4   | 21. / 23.402 | 46. / 23.749 |              |              |
| 13     | 17 | Kazuki Nakadžima     | Williams FW31     | 65   | á 1 kolo    | 1   | 11   | x    | 1:24.155 (13.) | 676,6   | 2. / 28.994  | 36. / 23.626 | 51. / 25.510 |              |
| 14     | 21 | Giancarlo Fisichella | Force India VJM02 | 65   | á 1 kolo    | 6   | 20   | x    | 1:23.796 (8.)  | 656     | 1. / 27.244  | 30. / 25.035 | 52. / 23.204 | 53. / 21.999 |
| Pozice | č. | Odstoupili           | Vůz               | Kolo | Důvod       | +/- | Pole | Body | Nej. kolo      | Váha/kg | 1. Pitstop   | 2. Pitstop   | 3. Pitstop   | 4. Pitstop   |
| Ret    | 4  | Kimi Räikkönen       | Ferrari F60B      | 17   | Hydraulika  | 10  | 16   | x    | 1:24.490 (15.) | 673     |              |              |              |              |
| Ret    | 2  | Heikki Kovalainen    | McLaren MP4-24    | 7    | Převodovka  | 16  | 18   | x    | 1:28.719 (16.) | 657     |              |              |              |              |
| Ret    | 9  | Jarno Trulli         | Toyota TF109      | 0    | Kolize      | 7   | 7    | x    |                | 655,5   |              |              |              |              |
| Ret    | 12 | Sébastien Buemi      | Toro Rosso STR4   | 0    | Kolize      | 15  | 15   | x    |                | 678     |              |              |              |              |
| Ret    | 11 | Sébastien Bourdais   | Toro Rosso STR4   | 0    | Kolize      | 17  | 17   | x    |                | 669     |              |              |              |              |
| Ret    | 20 | Adrian Sutil         | Force India VJM02 | 0    | Kolize      | 19  | 19   | x    |                | 675     |              |              |              |              |

## Postavení na startu
Jenson Button- Brawn BGP 001-1'20.527
- 6. Pole position  « Jensona Buttona
- 3. Pole position pro « Brawn
- 197. Pole position pro « Velkou Británii
- 13. Pole position pro vůz se «  startovním číslem 22
- 13× první řadu získal « Jenson Button
- 3× první řadu získal  « Sebastian Vettel
- 3× první řadu získal « Brawn
- 3× první řadu získal « Red Bull
- 160× první řadu získalo « Německo
- 456× první řadu získala « Velká Británie

| *                                                       | *                                                          | Kvalifikace III.                                        | Kvalifikace II.                                         | Kvalifikace I.                                               |
| ------------------------------------------------------- | ---------------------------------------------------------- | ------------------------------------------------------- | ------------------------------------------------------- | ------------------------------------------------------------ |
| _______1_______ Jenson Button Brawn GP 1'20.527         |                                                            | Jenson Button Brawn GP 1'20.527 22,6 / 30,2 / 27,5      | Rubens Barrichello Brawn GP 1'19.954 22,5 / 29,8 / 27,4 | Felipe Massa Ferrari 1'20.484 22,5 / 30,1 / 27,8             |
|                                                         | _______2_______ Sebastian Vettel Red Bull 1'20.660         | Sebastian Vettel Red Bull 1'20.660 22,6 / 30,2 / 27,7   | Mark Webber Red Bull 1'20.007 22,6 / 30,0 / 27,4        | Mark Webber Red Bull 1'20.689 22,6 / 30,3 / 27,7             |
| _______3_______ Rubens Barrichello Brawn GP 1'20.762    |                                                            | Rubens Barrichello Brawn GP 1'20.762 22,7 / 30,3 / 27,6 | Timo Glock Toyota 1'20.107 22,4 / 30,0 / 27,6           | Jenson Button Brawn GP 1'20.707 22,7 / 30,3 / 27,6           |
|                                                         | _______4_______ Felipe Massa Ferrari 1'20.934              | Felipe Massa Ferrari 1'20.934 22,6 / 30,4 / 27,7        | Felipe Massa Ferrari 1'20.149 22,5 / 30,1 / 27,6        | Sebastian Vettel Red Bull 1'20.715 22,5 / 30,2 / 27,8        |
| _______5_______ Mark Webber Red Bull 1'21.049           |                                                            | Mark Webber Red Bull 1'21.049 22,7 / 30,5 / 27,7        | Jenson Button Brawn GP 1'20.192 22,5 / 30,1 / 27,4      | Nico Rosberg Williams 1'20.745 22,6 / 30,3 / 27,3            |
|                                                         | _______6_______ Timo Glock Toyota 1'21.247                 | Timo Glock Toyota 1'21.247 22,6 / 30,6 / 27,9           | Sebastian Vettel Red Bull 1'20.220 22,3 / 29,9 / 27,5   | Rubens Barrichello Brawn GP 1'20.808 22,5 / 30,2 / 27,8      |
| _______7_______ Jarno Trulli Toyota 1'21.254            |                                                            | Jarno Trulli Toyota 1'21.254 22,7 / 30,5 / 27,9         | Nico Rosberg Williams 1'20.256 22,5 / 30,1 / 27,5       | Kazuki Nakadžima Williams 1'20.818 22,6 / 30,3 / 27,7        |
|                                                         | _______8_______ Fernando Alonso Renault 1'21.392           | Fernando Alonso Renault 1'21.392 22,7 / 30,6 / 27,9     | Robert Kubica BMW 1'20.408 22,5 / 30,1 / 27,7           | Timo Glock Toyota 1'20.877 22,5 / 30,3 / 27,9                |
| _______9_______ Nico Rosberg Williams 1'22.558          |                                                            | Nico Rosberg Williams 1'22.558 23,0 / 31,1 / 28,8       | Jarno Trulli Toyota 1'20.420 22,4 / 30,1 / 27,7         | Robert Kubica BMW 1'20.931 22,5 / 30,3 / 27,7                |
|                                                         | _______10_______ Robert Kubica BMW 1'22.685                | Robert Kubica BMW 1'22.685 23,2 / 31,0 / 28,4           | Fernando Alonso Renault 1'20.509 22,5 / 30,2 / 27,7     | Lewis Hamilton McLaren 1'20.991 22,7 / 30,4 / 27,7           |
| _______11_______ Kazuki Nakadžima Williams 1'20.531     |                                                            |                                                         | Kazuki Nakadžima Williams 1'20.531 22,6 / 30,2 / 27,6   | Sébastien Buemi Toro Rosso 1'21.033 22,6 / 30,3 / 27,9       |
|                                                         | _______12_______ Nelson Piquet Jr. Renault 1'20.604        |                                                         | Nelson Piquet Jr. Renault 1'20.604 22,7 / 30,1 / 27,7   | Nick Heidfeld BMW 1'21.095 22,5 / 30,4 / 28,0                |
| _______13_______ Nick Heidfeld BMW 1'20.676             |                                                            |                                                         | Nick Heidfeld BMW 1'20.676 22,5 / 30,2 / 27,8           | Nelson Piquet Jr. Renault 1'21.128 22,6 / 30,4 / 27,9        |
|                                                         | _______14_______ Lewis Hamilton McLaren 1'20.805           |                                                         | Lewis Hamilton McLaren 1'20.805 22,8 / 30,4 / 27,5      | Fernando Alonso Renault 1'21.186 22,6 / 30,4 / 27,8          |
| _______15_______ Sébastien Buemi Toro Rosso 1'21.067    |                                                            |                                                         | Sébastien Buemi Toro Rosso 1'21.067 22,5 / 30,2 / 28,1  | Jarno Trulli Toyota 1'21.189 22,6 / 30,3 / 28,1              |
|                                                         | _______16_______ Kimi Räikkönen Ferrari 1'21.291           |                                                         |                                                         | Kimi Räikkönen Ferrari 1'21.291 22,6 / 30,5 / 27,9           |
| _______17_______ Sébastien Bourdais Toro Rosso 1'21.300 |                                                            |                                                         |                                                         | Sébastien Bourdais Toro Rosso 1'21.300 22,5 / 30,5 / 28,1    |
|                                                         | _______18_______ Heikki Kovalainen McLaren 1'21.675        |                                                         |                                                         | Heikki Kovalainen McLaren 1'21.675 22,7 / 30,8 / 28,0        |
| _______19_______ Adrian Sutil Force India 1'21.742      |                                                            |                                                         |                                                         | Adrian Sutil Force India 1'21.742 22,8 / 30,6 / 28,2         |
|                                                         | _______20_______ Giancarlo Fisichella Force India 1'22.204 |                                                         |                                                         | Giancarlo Fisichella Force India 1'22.204 22,9 / 30,8 / 28,3 |

## Tréninky
| *  | I. Trénink                                | *  | II. Trénink                               | *  | III. Trénink                              |
| -- | ----------------------------------------- | -- | ----------------------------------------- | -- | ----------------------------------------- |
| 1  | Jenson Button Brawn GP 1:21.799           | 1  | Nico Rosberg Williams 1:21.588            | 1  | Felipe Massa Ferrari 1:20.553             |
| 2  | Jarno Trulli Toyota 1:22.154              | 2  | Kazuki Nakadžima Williams 1:21.740        | 2  | Kimi Räikkönen Ferrari 1:20.633           |
| 3  | Robert Kubica BMW 1:22.221                | 3  | Fernando Alonso Renault 1:21.781          | 3  | Jenson Button Brawn GP 1:21.050           |
| 4  | Nick Heidfeld BMW 1:22.658                | 4  | Rubens Barrichello Brawn GP 1:21.843      | 4  | Rubens Barrichello Brawn GP 1:21.163      |
| 5  | Kazuki Nakadžima Williams 1:22.659        | 5  | Mark Webber Red Bull 1:22.027             | 5  | Robert Kubica BMW 1:21.239                |
| 6  | Nico Rosberg Williams 1:22.667            | 6  | Jenson Button Brawn GP 1:22.052           | 6  | Jarno Trulli Toyota 1:21.256              |
| 7  | Nelson Piquet Jr. Renault 1:22.753        | 7  | Sebastian Vettel Red Bull 1:22.082        | 7  | Lewis Hamilton McLaren 1:21.346           |
| 8  | Timo Glock Toyota 1:22.828                | 8  | Nelson Piquet Jr. Renault 1:22.349        | 8  | Timo Glock Toyota 1:21.377                |
| 9  | Felipe Massa Ferrari 1:22.855             | 9  | Sébastien Buemi Toro Rosso 1:22.571       | 9  | Sébastien Buemi Toro Rosso 1:21.424       |
| 10 | Rubens Barrichello Brawn GP 1:22.859      | 10 | Kimi Räikkönen Ferrari 1:22.599           | 10 | Fernando Alonso Renault 1:21.499          |
| 11 | Kimi Räikkönen Ferrari 1:22.873           | 11 | Sébastien Bourdais Toro Rosso 1:22.615    | 11 | Heikki Kovalainen McLaren 1:21.519        |
| 12 | Mark Webber Red Bull 1:22.934             | 12 | Giancarlo Fisichella Force India 1:22.670 | 12 | Nico Rosberg Williams 1:21.594            |
| 13 | Sebastian Vettel Red Bull 1:22.959        | 13 | Lewis Hamilton McLaren 1:22.809           | 13 | Mark Webber Red Bull 1:21.629             |
| 14 | Lewis Hamilton McLaren 1:23.077           | 14 | Heikki Kovalainen McLaren 1:22.876        | 14 | Sébastien Bourdais Toro Rosso 1:21.649    |
| 15 | Sébastien Bourdais Toro Rosso 1:23.088    | 15 | Felipe Massa Ferrari 1:22.878             | 15 | Nelson Piquet Jr. Renault 1:21.685        |
| 16 | Giancarlo Fisichella Force India 1:23.089 | 16 | Robert Kubica BMW 1:22.948                | 16 | Sebastian Vettel Red Bull 1:21.689        |
| 17 | Fernando Alonso Renault 1:23.157          | 17 | Nick Heidfeld BMW 1:23.173                | 17 | Giancarlo Fisichella Force India 1:21.909 |
| 18 | Sébastien Buemi Toro Rosso 1:23.185       | 18 | Timo Glock Toyota 1:23.360                | 18 | Kazuki Nakadžima Williams 1:22.043        |
| 19 | Heikki Kovalainen McLaren 1:23.522        | 19 | Jarno Trulli Toyota 1:23.623              | 19 | Adrian Sutil Force India 1:22.232         |
| 20 | Adrian Sutil Force India 1:23.536         | 20 | Adrian Sutil Force India -:--.---         | 20 | Nick Heidfeld BMW 1:23.457                |